# Ira Noel Gabrielson
Ira Noel Gabrielson est un biologiste américain, né le 27 septembre 1889 à Sioux Rapids (Iowa) et mort le 7 septembre 1977 à Arlington (Virginie).

## Biographie
Il étudie au Morningside College de Sioux City (1908) où ses photographies intéressent le professeur de biologie, l’ornithologue Thomas Calderwood Stephenson (1876-1948). Il obtient un Bachelor of Arts en biologie en 1912. Il se marie la même année avec Clara Speer. Il commence alors à enseigner la biologie, les mathématiques et l’agriculture à Marshalltown (Iowa). Il peut faire un troisième cycle à l’université de l'Iowa grâce à un financement du service de recherche biologique. Il est supervisé par Waldo Lee McAtee (1883-1962) du laboratoire du comportement alimentaire des oiseaux, ses collègues sont Edwin Richard Kalmbach (1884-1972) et Alexander Wetmore (1886-1978). Il travaillera pour ce service et ses successeurs jusqu’au printemps 1946. Après une étude avec E.R. Kamlbach sur les contenus stomacaux des oiseaux, il commence à travailler sur le contrôle des populations de rongeurs. En 1940, il devient le premier directeur du nouveau U.S. Fish and Wildlife Service (Service américain sur les poissons et la faune sauvage). En 1946, il quitte ses fonctions pour devenir le président du Wildlife Management Institute.
Gabrielson joue un grand rôle dans la conservation de l’environnement aux États-Unis d'Amérique et contribue à étendre le système des National Wildlife Refuge, à établir une aide fédérale pour les programmes de restauration des milieux naturels et à renfoncer les lois sur la vie sauvage. Il participe à la première conférence nord-américaine sur la vie sauvage organisée par le président Franklin D. Roosevelt (1882-1945) en 1936. Il participe aux travaux de l’Union internationale pour la conservation de la nature (UICN) et participe à au World Wildlife Fund des États-Unis. Gabrielson participe aussi aux travaux du comité sur la protection des oiseaux de l’American Ornithologists' Union dont il est membre depuis 1938.
Il est l’auteur de près de 500 publications tant scientifiques que destinées au grand public. Parmi celles-ci de nombreux rapports d’études sur la faune sauvage. Sa collection d’oiseaux, riche de 9 000 spécimens, est aujourd’hui conservée à la Smithsonian Institution. Il a reçu durant sa vie diverses récompenses et titres honorifiques.

## Liste partielle des publications
- 1941 : Wildlife Conservation.
- 1943 : Wildlife Refuges.
- 1951 : Wildlife Management.
- 1940 : avec Stanley Gordon Jewett (1885-1955), Birds of Oregon.
- 1959 : avec Frederick Charles Lincoln (1892-1960), The Birds of Alaska.
- 1949 : avec Herbert Spencer Zim (1909-1994), Birds : A Guide to the Most Familiar American Birds.

## Postérité
Un parc de sa ville de résidence, Oakton (comté de Fairfax, Virginie) porte son nom.

## Source
- Henry M. Reeves et David B. Marshall (1985). In Memoriam : Ira Noel Gabrielson, The Auk, 102 (4) : 865-868.  (ISSN 0004-8038)